# Smiljan (Bulgarije)
Smiljan of Smilyan (Bulgaars: Смилян) is een dorp in Bulgarije. Het dorp is gelegen in de gemeente Smoljan in de gelijknamige oblast Smoljan, niet ver van de grens met Griekenland.

## Bevolking
Tussen de volkstellingen van december 1934 en december 1992 groeide de bevolking van het dorp continu. Na de val van het communisme, samenhangend met de verslechterde economie in de regio, kampt het dorp met een bevolkingsafname. Op 31 december 2019 woonden er 1.583 personen in het dorp.
|  |

De bevolking van het dorp bestaat grotendeels uit etnische Bulgaren (94%) en kleinere aantallen Roma (4%) en Turken (0,6%).
| Etnische samenstelling van de respondenten (2011) | Etnische samenstelling van de respondenten (2011) | Etnische samenstelling van de respondenten (2011) | Etnische samenstelling van de respondenten (2011) | Etnische samenstelling van de respondenten (2011) |
| ------------------------------------------------- | ------------------------------------------------- | ------------------------------------------------- | ------------------------------------------------- | ------------------------------------------------- |
|                                                   |                                                   |                                                   |                                                   |                                                   |
| Bulgaren                                          | Bulgaren                                          |                                                   | 94,2%                                             | 94,2%                                             |
| Turken                                            | Turken                                            |                                                   | 0,6%                                              | 0,6%                                              |
| Roma                                              | Roma                                              |                                                   | 4,2%                                              | 4,2%                                              |
| Anders/Onbekend                                   | Anders/Onbekend                                   |                                                   | 0,9%                                              | 0,9%                                              |